# BNA: Brand New Animal
BNA: Brand New Animal (BNA ビー・エヌ・エー, Bī enu ē), ou simplesmente conhecido como BNA e internacionalmente pela Netflix, é uma série de televisão de anime japonesa original produzida pelo Studio Trigger. Dirigida por Yoh Yoshinari, a série de 12 episódios transmitiu seus primeiros seis episódios na Netflix no Japão em 12 de março de 2020, seguidos pelos seis restantes em 6 de maio. A série também foi ao ar no bloco de programação de anime +Ultra da Fuji TV de 8 de abril a 24 de junho de 2020.

## Enredo
Situada em um mundo onde existem animais humanoides conhecidos como Ferais, a série segue com Michiru Kagemori, uma humana normal que um dia de repente se transforma em uma tanuki. Fugindo, ela procura refúgio na Anima City, um lugar criado para Ferais poderem viver como eles mesmos, e conhece um lobo chamado Shirou Ogami. Juntos, eles investigam por que Michiru se tornou uma fera, misturando-se em eventos ainda mais estranhos no processo.

## Personagens
Michiru Kagemori (影森 みちる, Kagemori Michiru)
Voz de: Sumire Morohoshi (Japonês)
A protagonista principal, uma garota humana do ensino médio que um dia se transformou em uma pele de besta tanuki e veio à Anima City para encontrar uma maneira de voltar atrás. Ela logo desenvolve a capacidade de transformar partes de seu corpo nas de outros animais e pode esticar os braços a um comprimento enorme, aumentar o rabo, aumentar os braços e aumentar os braços e alongar os ouvidos para fortalecer a audição. Finalmente, é mostrado que Michiru ganhou suas habilidades de pele de animal devido a uma transfusão acidental de sangue e recebeu sangue de pele de animal em vez de sangue humano depois que ela e Nazuna foram hospitalizadas devido ao acidente de caminhão há algum tempo.
Shirou Ogami (大神 士郎, Ōgami Shirō)
Voz de: Yoshimasa Hosoya
Uma pele de animal lobo com um olfato aguçado. Ele também tem imensa força para superar um leão e um rinoceronte e possui um corpo imortal com habilidades de auto-regeneração. É revelado que ele viveu por quase mil anos, primeiro vivendo a vida como um animal de lobo normal antes de ser morto por Raymond Sylvasta junto com o resto de Nirvasyl. Mais tarde, ele ressuscitou como Ginrou, possuindo imenso poder que ele normalmente mantém selado depois que seu corpo absorveu o sangue de 2.000 cadáveres de Nirvasyl beastkin.
Nazuna Hiwatashi (日渡 なずな, Hiwatashi Nazuna) Nazuna Hiwatashi (日渡 なずな, Hiwatashi Nazuna)
Voz de: Maria Naganawa
A melhor amiga de Michiru que, como ela, um dia se transformou em uma pele de animal kitsune . Ela foi levada por agentes do governo e enviada para um centro de pesquisa para estudo, mas foi salva por Cliff e se juntou ao culto ao Lobo Prateado. Vendo potencial em suas habilidades, Cliff a treinou, ajudou-a a aprimorar suas habilidades e ensinou-lhe tudo o que sabia, fazendo dela o que ela é hoje. Ela se tornou o guru do culto sob o nome de Déesse Louve, transformando sua aparência para se parecer com o lobo prateado da lenda, Ginrou. Como Michiru, ela também ganhou suas habilidades com pele de animal devido a uma transfusão acidental de sangue de pele de animal, que os médicos pensavam ser sangue humano.
Alan Sylvasta (アラン・シルヴァスタ, Aran Shiruvuasuta)
Voz de: Kaito Ishikawa
Um empresário rico e enigmático e presidente da Sylvasta Pharmaceutics. Ele se interessou por Michiru e Shirou por suas capacidades físicas únicas, além de qualquer animal que ele já viu e tem grandes planos para eles. Seu ancestral, Raymond Sylvasta, foi o general humano responsável por destruir a vila de Nirvasyl, a casa original de Shirou depois que o animal começou a enlouquecer devido à agressão territorial e começou a massacrar uns aos outros e humanos indiscriminadamente. Ele também sabe que Shirou é o único sobrevivente de Nirvasyl e o lendário lobo prateado Ginrou.
Barbaray Rose (バルバレイ・ロゼ, Barubarei Roze)
Voz de: Gara Takashima
O prefeito de Anima City, um animal de pele de rato toupeira-rato . Ela também sabe que Michiru e Nazuna são originalmente meninas humanas transformadas em pele de animal por uma suposta doença. Ela, junto com Shirou, insistiu que as origens e os poderes de transformação de Michiru devem permanecer em segredo ou correr o pânico em massa se o público descobrir que os humanos podem ser transformados em pele de animal a qualquer momento. Atualmente, ela está pesquisando uma cura para a doença de Michiru. Ela é uma das poucas pessoas que sabe que Shirou é realmente Ginrou.
Marie Itami (マリー伊丹, Marī Itami)
Voz de: Michiyo Murase
Um animal de pele de marta que está envolvido em todo tipo de relações obscuras. Ela ajuda Michiru de tempos em tempos, mas também pede um favor em troca de sua ajuda.
Kōichi Ishizaki (石崎 浩一, Ishizaki Kōichi)
Voz de: Kenji Nomura
Yūji Tachiki (立木 勇次, Tachiki Yūji)
Voz de: Hiroshi Naka
Um animal de pele de great dane que é um inspetor de polícia e, às vezes, depende de Ogami para obter ajuda.
Gem Horner (ジェム・ホーナー, Jemu Hōnā)
Voz de: Hiroshi Yanaka
Uma fera de galo e o marido de Melissa, que dão a Michiru um lugar para ficar. Ele e sua esposa são fiéis e adoradores de Ginrou, o lobo prateado.
Melissa Horner (メリッサ・ホーナー, Merissa Hōnā)
Voz de: Kimiko Saitō
Um animal de fera wombat e a esposa de Gem. Ela e seu marido são fiéis e adoradores de Ginrou, o lobo prateado.
Giuliano Flip (ジュリアーノ・フリップ, Juriāno Furippu)
Voz de: Yōhei Tadano
Um animal de baleia beluga que é o chefe de uma gangue poderosa e o pai superprotetor e amável de Nina. Ele tem um imenso ódio pelos seres humanos porque seu pai foi morto por caçadores de bestas e depois foi cozido e comido logo depois, embora sua filha diga que isso não aconteceu de verdade, mas essa é a história que ele contou.
Prime Minister Shiramizu (白水 総理, Shiramizu Sōri)
Voz de: Hōchū Ōtsuka
Um humano que é o líder do Japão na série. Ele trabalhou com o prefeito Rose para estabelecer a Anima City, mas abriga uma eterna desconfiança em relação aos ferais e não tem medo de violar seus direitos.
Nina Flip (ニナ・フリップ, Nina Furippu)
Voz de: Ami Maeshima
Um animal de golfinho que é filha de Giuliano Flip e nunca esteve fora da Anima City. Nina é amiga de Michiru.
Jackie (ジャッキー, Jakkī)
Voz de: Megumi Han
Boris Cliff (ボリス・クリフ, Borisu Kurifu)
Voz de: Takehito Koyasu
Um animal de pele de cobra e sacerdote chefe do culto da Ordem do Lobo Prateado, que se interessou muito por Nazuna.
Pinga (ピンガ, Pinga)
Voz de: Daisuke Namikawa

## Mídia

### Animes
Durante a Anime Expo 2019, Trigger revelou que eles estão produzindo uma nova série de televisão de anime original, dirigida por Yoh Yoshinari e escrita por Kazuki Nakashima . Yusuke Yoshigaki está desenhando os personagens, e mabanua está compondo a música da série.  A música tema, "Ready To", é executada por Sumire Morohoshi como Michiru Kagemori, enquanto o músico eletrônico AAAMYYY faz o tema final, "Night Running". Toshio Ishizaki concluiu o trabalho de direção de animação em fevereiro de 2020. 
Ele estreou no bloco de programação de anime + Ultra da Fuji TV, BS Fuji e outros canais, de 8 de abril a 24 de junho de 2020.  Antes de sua estréia na televisão japonesa, os seis primeiros episódios do programa foram transmitidos na Netflix no Japão em 12 de março de 2020. Os outros seis foram disponibilizados posteriormente em 6 de maio de 2020.
BNA: Brand New Animal foi lançado mundialmente em 30 de junho de 2020 na Netflix .

### Mangá
Em 29 de maio de 2020, uma adaptação de mangá ilustrada por Asano, baseada na série, começou a serialização.

### Romance
Um prequel romance BNA Zero: Massara ni Narenai Kemono-tachi (os animais que não podem ser Brand New) escrito por Nekise Ise foi lançado em 23 de abril de 2020.

### Trilha sonora
A trilha sonora do programa foi lançada em 24 de junho de 2020. 